# 佛山地区
佛山地区，原是广东省的一个地区。原为佛山专区，1958年至1959年期間曾名廣州專區。

## 歷史
- 1956年1月4日，国务院批准撤销粤中行政区（行政公署驻佛山市），设立佛山专区。3月1日佛山专员公署成立，辖南海、番禺、顺德、中山、珠海、新会、鹤山、高明、三水、花县、台山、恩平、开平13县和佛山、江门、石岐3市。
- 1958年11月至1959年3月，佛山专区一度改称广州专区。
- 1959年，撤销石岐市、珠海县，并入中山县；惠阳专区的惠阳、博罗、宝安、东莞、增城5县和韶关专区的从化县划归佛山专区；佛山专区的江门市和新会、台山、开平、恩平、高明、鹤山6县划归江门专区。
- 1960年，佛山专区的从化县、花县划归广州市。
- 1961年，恢复龙门县、珠海县。
- 1963年，佛山专区的惠阳、博罗、宝安、东莞、增城、龙门6县划归惠阳专区；肇庆专区的江门市和高鹤、新会、台山、开平、恩平5县划归佛山专区。
- 1965年，设立斗门县。
- 1966年，佛山专区的佛山市、江门市升格为地级市，由省直辖。
- 1970年，佛山市，江门市降格为县级市，划归佛山专区管辖。佛山专区更名为佛山地区。
- 1975年，佛山地区的番禺县划归广州市；佛山市、江门市升格为地级市，由省直辖。
- 1979年，撤销珠海县，设立地级珠海市。
- 1981年，撤销高鹤县，恢复高明县、鹤山县。
- 1983年6月1日，撤销佛山地区，与佛山市进行“地市合并”，所属的南海、三水、顺德、高明、中山5县划归佛山市；开平、台山、恩平、新会、鹤山5县划归江门市；斗门县划归珠海市。